# Wohn- und Wirtschaftsgebäude Am Walde 6

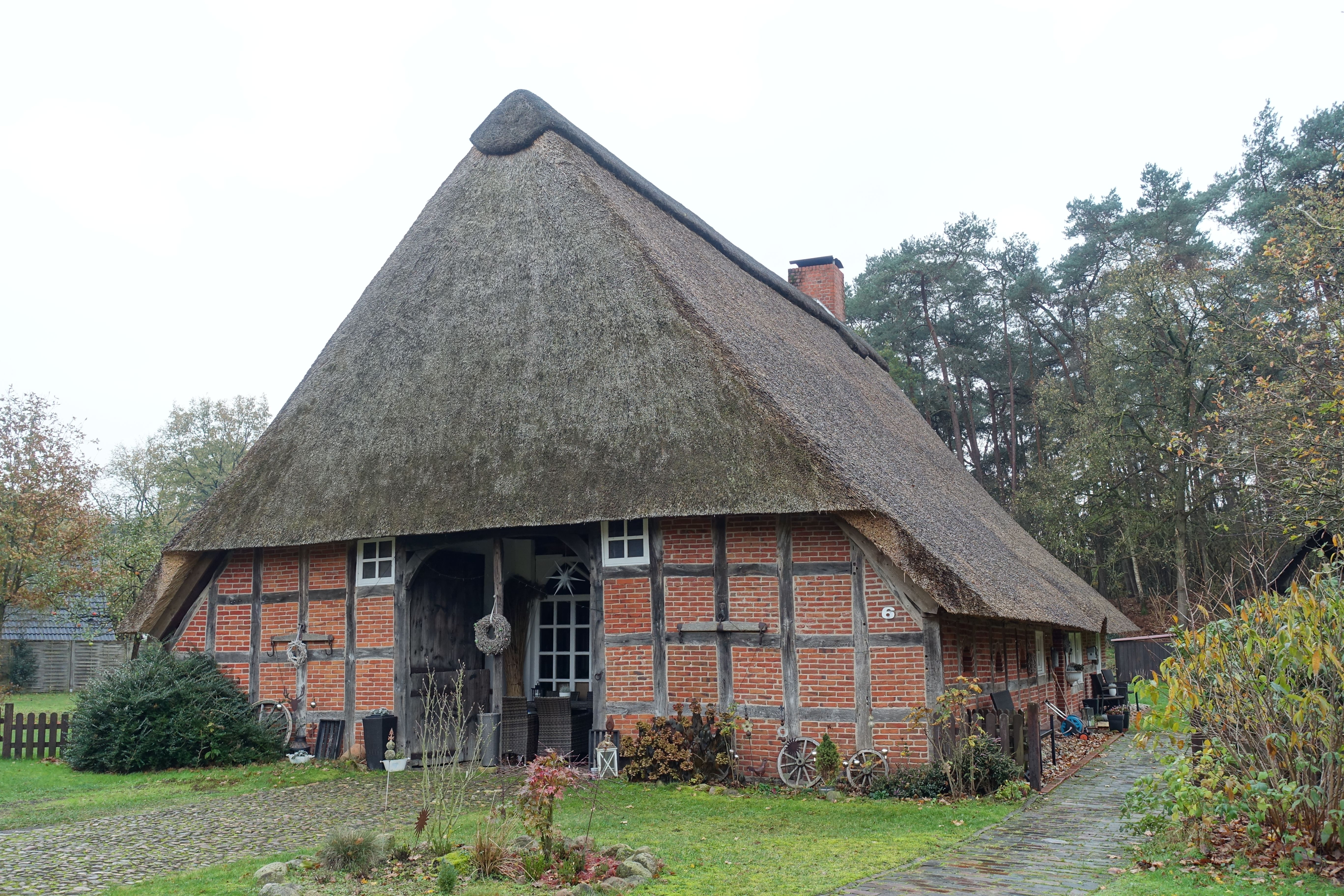
Nordgiebel (2022)

Das Wohn- und Wirtschaftsgebäude Am Walde 6 in der niedersächsischen Gemeinde Sandbostel wurde in der ersten Hälfte des 19. Jahrhunderts gebaut. Aktuell (2025) wird es zum Wohnen genutzt.
Das Gebäude steht unter Denkmalschutz (siehe auch Liste der Baudenkmale in Sandbostel).

## Geschichte und Beschreibung
Sandbostel entstand im 14. Jahrhundert; eine  Burg wurde hier 1341 erstmals erwähnt. Es gehört zur heutigen Samtgemeinde Selsingen und zum Landkreis Rotenburg (Wümme).
Das eingeschossige giebelständige niedrige Wohn- und Wirtschaftsgebäude als Zweiständer-Hallenhaus, in Fachwerk mit Steinausfachungen, reetgedecktem Krüppelwalmdach und der Grooten Door mit Korbbogen, wurde um 1810 gebaut.
Das Landesdenkmalamt befand u. a.: „… ein regionstypisches Hallenhaus der ersten Hälfte des 19. Jahrhunderts ….“